# Gilbert de Sève
Gilbert de Sève,   detto Sève le vieux (Moulins, 1615 – Parigi, 9 aprile 1698), è stato un pittore francese.

## Biografia

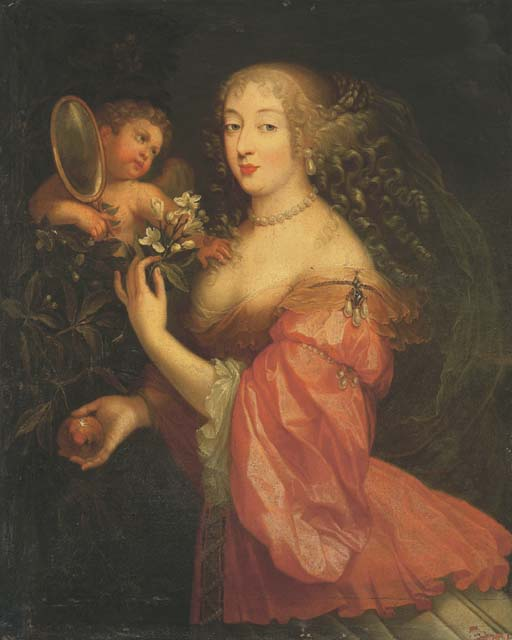
Ritratto di Anna Maria Luisa d'Orléans

Non è noto presso quale maestro apprese l'arte della pittura, ma fu uno tra i membri fondatori dell'antica Maîtrise.
Dipinse soprattutto ritratti, soggetti storici e allegorici, che in parte si trovano a Versailles e Fontainebleau.
Parecchi suoi ritratti di importanti personaggi furono incisi da Gérard Edelinck, Pieter Van Schuppen, e altri eminenti incisori francesi.
De Séve fu membro e insegnante dell'Académie royale de peinture et de sculpture dal 1673 e pittore abituale del re (peintre ordinaire du Roi).
Fu suo allievo il fratello minore Pierre.

## Alcune Opere
- Salone d'Apollo: Nitocris, regina d'Assiria, fa costruire un ponte sull'Eufrate, decorazione della camera della regina, grandi appartamenti del Reggia di Versailles, 1672 circa[6][8]
- Salone d'Apollo: Rodopi, regina d'Egitto, guarda la piramide che ha fatto costruire, decorazione della camera della regina, grandi appartamenti del Reggia di Versailles, 1672 circa[6][9]
- Ritratto di Anna Maria Luisa d'Orléans, olio su tavola, 1640 circa[10]
- Salone d'Apollo: le ore del giorno, decorazione a soffitto della camera della regina, grandi appartamenti del Reggia di Versailles, 1672 circa[11]